# اینه-نی

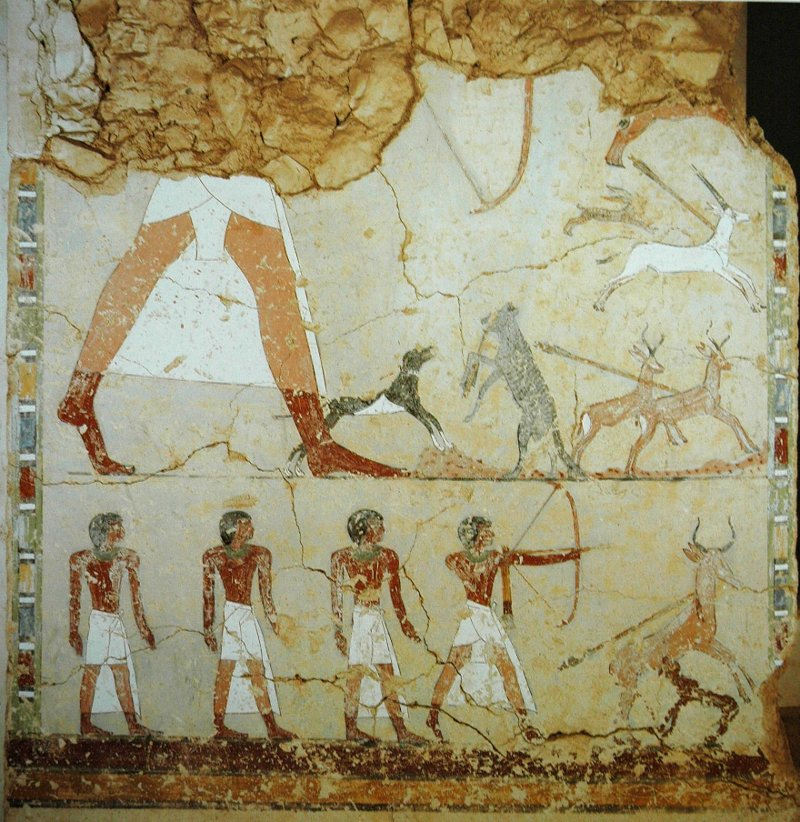
اینه-نی (در بالا سمت چپ، تا حدی تخریب شده) در یک صحنه شکار از مقبره خود.

اینه-نی (گاهی اوقات به صورت آننا هم ترجمه می شود) یک معمار مصر باستان و یک مقام دولتی سلسله هجدهم بود که مسئول پروژههای معماری بزرگ تحت فرمان آمنهوتپ اول، توتموس اول، توتموس دوم و سلطنت مشترک حتشپسوت و توتموس سوم بود. او عناوین بسیاری از جمله ناظر انبارهای غله، ناظر بناهای سلطنتی، ناظر کارگران خزانه معبد کارناک و غیره داشت.
اینه-نی از یک خانواده اشرافی بود و احتمالاً کار خود را به عنوان یک معمار زیر نظر آمنهوتپ اول آغاز کرد. آمنهوتپ اول به اینه-نی دستور داد تا معبد کارناک را گسترش دهد. این توسعه شامل یک زیارتگاه برای آمون و یک خزانه جدید بود. ایننی احتمالاً بر ساخت مقبره و معبد آمنهوتپ اول نیز نظارت داشته است. آمنهوتپ اول قبل از تکمیل خزانه معبد کارناک درگذشت، اما اینه-نی توسط جانشین او، توتموس اول، حفظ شد.
توتموس اول که یک سازنده مشتاق بود، در طول حکومت خود پروژه های معماری بسیاری را سفارش داد، از جمله اولین مقبره کنده شده در دره پادشاهان. بسیاری از پروژه های او در معبد کارناک و تحت نظارت اینه-نی بود. این آثار شامل برج چهارم و پنجم، بارگاه‌ها و مجسمه‌های متعدد، تکمیل توسعه خزانه‌داری که توسط آمنهوتپ اول آغاز شد، و سالنی از چوب سدر که در کارناک برای بزرگداشت پیروزی توتموس اول بر هیکسوس‌ها ساخته شد.
پس از مرگ توتموس اول، اینه-نی بار دیگر توسط خانواده سلطنتی حفظ شد. در طول سلطنت حتشپسوت، یک معمار جدید به نام سِنِموت سفارشات عمده ای را به دست آورد. مهم ترین آن ساخت معبد مرده در دیرالبحری بود. با این حال، اینه-نی به نظارت بر چندین ساختار که توسط حتشپسوت سفارش داده شده بود، ادامه داد و احتمالاً در مورد بسیاری دیگر از آنها مشورت شده است. معاصرانش او را یکی از علاقه‌مندان دربار او می‌دانستند و سنگ‌های روی دیوارهای مقبره‌اش با مهربانی از او سخن می‌گویند. او در طول سلطنت هتشپسوت قبل از اینکه توتموس سوم تاج و تخت را در بیست و دومین سال سلطنت هتشپسوت به دست گیرد درگذشت. مقبره او یکی از معدود بناهایی بود که نام حتشپسوت در آن تخریب یا جایگزین نشد، شاید به دلیل احترام به او.
1. ↑  Weigall, Arthur (1910). A Guide to the Antiquities of Upper Egypt. London: Mentheun & Co. pp. 133–137. ISBN 1-4253-3806-2.
2. ↑   https://en.wikipedia.org/wiki/Ineni. پارامتر |عنوان= یا |title= ناموجود یا خالی (کمک)